# Rækkefølge-hypotesen
Rækkefølge-hypotesen (engelsk: The sequence hypothesis) blev første gang formelt fremsat i anmeldelsen "On Protein Synthesis" af Francis Crick i 1958. Den går ud på, at rækkefølgen af baserne i DNA eller RNA styrer rækkefølgen af aminosyrer i proteiner, som igen betinger disses foldninger og dermed deres funktion. Det er foldningen og dermed den tredimensionale struktur af proteinet, som afgør, om det kan udfylde en funktion og i givet fald hvilken. Crick sluttede sig til, at det netop var rækkefølgen af baserne, der var afgørende for den indeholdte information, og at de derfor lod sig sammenligne med en kode.